# Karl Nieroth
Karl Gustaw von Nieroth (szw. Carl Gustaf von Nieroth), ur. ok. 1650 w Finlandii, zm. 25 stycznia 1712 w parafii Pernå w Finlandii, fińsko-szwedzki wojskowy, gubernator generalny Estonii w latach 1709-1710, gubernator generalny Finlandii w latach 1710–1712.
Urodzony w Finlandii jako syn podpułkownika wojsk szwedzkich Otto Reinholda von Nierotha i jego żony Gertrudy Baranoff, choć data urodzenia nie jest dokładnie znana. W 1671 wymieniany w stopniu korneta armii szwedzkiej na Pomorzu i w 1683 otrzymuje szwedzkie szlachectwo. W 1692 zostaje podpułkownikiem kawalerii skańskiej i w 1700 zostaje generał majorem.
W czasie III wojny północnej dowodzi w wielu bitwach i odnosi wiele sukcesów - począwszy od wojny z Danią w 1700 roku i lądowania na Zelandii, nad Dźwiną w 1701, pod Kliszowem w 1702 i pod Pułtuskiem w 1703. W 1704 mianowany generał-leutnantem kawalerii armii szwedzkiej. W 1705 na czele wojsk szwedzkich przybywa do Warszawy dla ochrony koronacji Stanisława Leszczyńskiego i 31 lipca 1705 w czasie bitwy pod Warszawą rozbija dużo liczniejsze siły polsko-saskie. W 1706 otrzymuje tytuł książęcy.
Po utracie Wyborga przez Szwecję na rzecz Rosji, w 1710 von Nieroth został wysłany na czele 10 000 ludzi, aby go odbić. Niestety na skutek braków w wyposażeniu zmuszony był się wycofać spod miasta. Zmarł nagle w czasie postoju w parafii Pernå.